# 梅赛德斯-EQ电动方程式车队
梅賽德斯-EQ電動方程式車隊（英語：Mercedes-EQ Formula E Team）是一個2018年時成立的电动方程式车队，並在2019－20年电动方程式锦标赛的2019德拉伊耶電動大獎賽初次登場。2021年8月18日，梅赛德斯宣佈2021－22年賽季結束後將退出電動方程式錦標賽。2022年5月，麥拉倫宣布收購梅賽德斯電動方程式車隊，並更名為新未來城麥拉倫電動方程式車隊。

## 歷史
2017年7月24日，梅賽德斯宣布將在2019-20賽季開始參加國際汽聯电动方程式錦標賽，並在德國房車大師賽（DTM）2018賽季結束時退出該賽事。梅賽德斯還宣布，新組成的電動方程式車隊將由在一級方程式取得成功的梅赛德斯AMG车队提供支援。

### 2018-19賽季

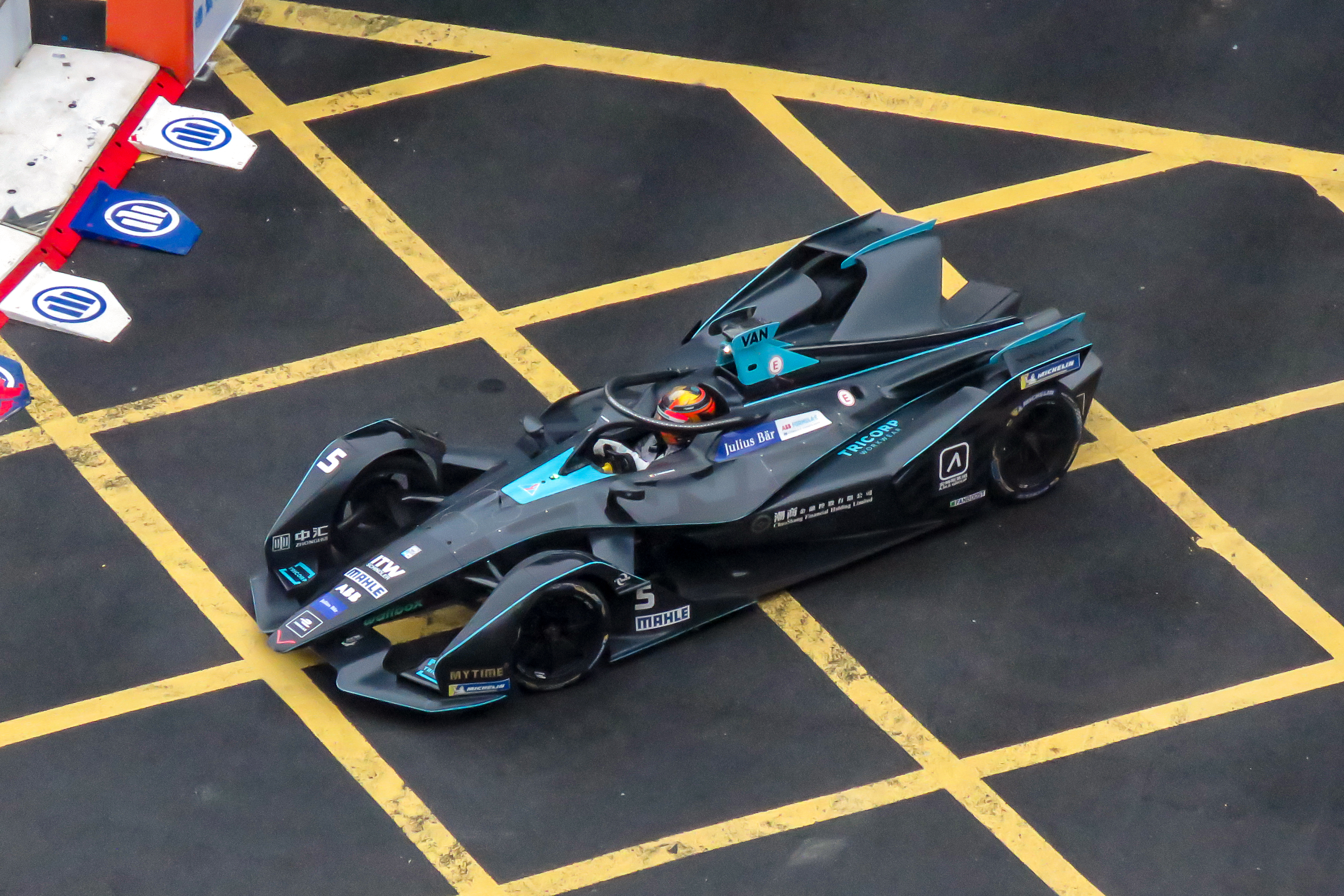
斯托弗·范多恩在2019香港電動大獎賽取得桿位。

梅賽德斯通過與HWA車隊的隸屬關係，在首次亮相的前一個賽季就非正式地進入了電子方程式。2018年5月9日，HWA確認2018-19賽季將作為客戶團隊使用文图里的動力總成，它一直與HWA合作並提供技術支援。 2018年10月8日，以HWA Racelab為名的團隊正式啟動，揭曉了參賽賽車以及宣佈加里·帕费特作為其首位車手。後來確認了斯托弗·范多恩離開麥拉倫F1車隊後，將轉戰電動方程式，並成為了帕费特的隊友。
HWA本賽季的開局非常糟糕，在前四場比賽中均未能獲得任何積分。直至在香港舉行的第五場比賽中，車隊在潮濕的天氣中表現出令人驚訝的成績，范多恩獲得了排位賽冠軍，令到他和車隊獲得了積分榜上的首三分。而帕费特亦獲得了第四名發車位。在該站比賽中，范多恩傳動軸故障後退出比賽，而帕费特則獲得第八名，這是車隊在比賽中的第一分。車隊隨後在羅馬舉行的比賽中獲得了另外的積分和第一個領獎台，其中范多恩更在比賽中獲得了季軍。文圖裡動力總成的可靠性在賽季後半段中得到改善，使車隊有更好的機會取得好成績。 范多恩是常規得分手，但賽車的速度不夠快，無法競逐領獎台。
車隊最終在這個賽季獲得44分，在車隊積分榜上排名第九。(44分中范多恩獲得35分，帕费特獲得9分。）

### 2019-20賽季

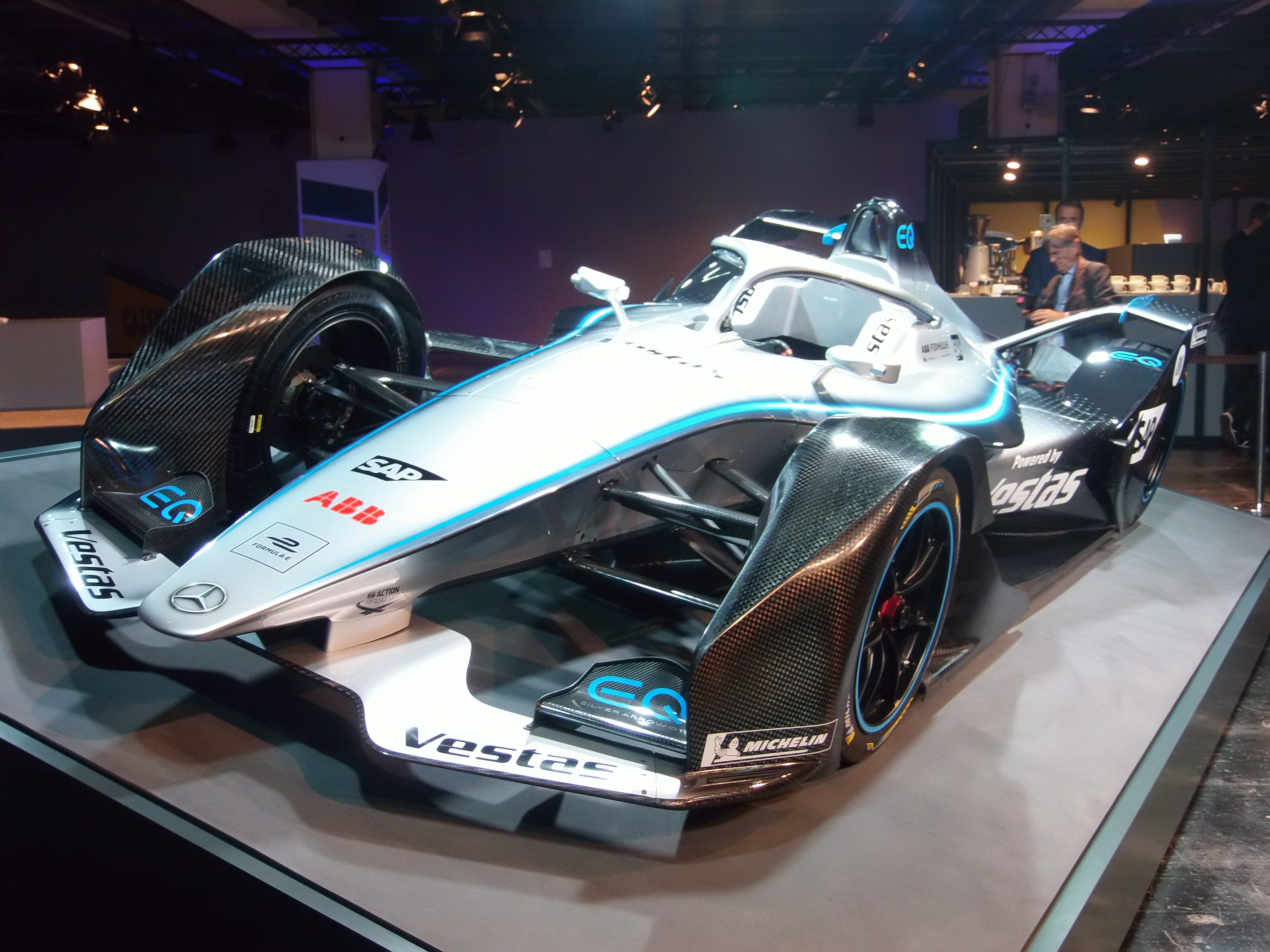
和 2020年一級方程式一樣，Silver Arrow 01 (攝於2019法蘭克福車展)最初使用了銀色塗裝，但後來為了支持Black Lives Matter而將塗裝更改為黑色。

梅賽德斯以梅赛德斯-奔驰EQ电动方程式车队的名義首次正式亮相於2019年11月在2019德拉伊耶電動大獎賽上連賽兩場。車隊是以一種連續的形式運作，團隊運用HWA車隊奠定的基礎，而不是完全重新構建團隊結構。 除了原用了上賽季的兩位車手—范多恩和帕費特之外，還在賽季前測試中使用了艾度亞度·莫他拿、埃斯特班·古铁雷斯和尼克·德弗里斯為賽車進行測試。
梅赛德斯-奔驰EQ於2019年3月推出第一部賽車，並稱為梅賽德斯-奔馳EQ Silver Arrow 01。該賽車陸續出現在各種活動中，以促進梅賽德斯參加電子方程式，包括第89屆日內瓦汽車展。在2019年9月，車隊宣布已與丹麥風力發電公司維斯塔斯簽約，成為主要的合作夥伴。 9月11日，梅賽德斯揭曉了參賽賽車（塗裝現已加入金屬銀）的外觀，以及其新的車隊負責人和車手。斯托弗·范多恩將繼續成為車隊的一員，但他將與2019年二级方程式锦标赛的冠軍車手尼克·德弗里斯合作。該團隊將由伊恩·詹姆斯（Ian James）管理。 10月，車隊宣布將向ROKiT文图里提供梅赛德斯自家研發的動力總成，從而扭轉了製造商與客戶之間的關係。
在里卡多·托莫賽道舉行的季前測試中，梅賽德斯是整體排名第二慢的車隊，僅超過蔚来333电动方程式车队。 11月15日，車隊確認了古铁雷斯和帕費特作為車隊既測試車手和後備車手。
2020年7月，在發生2019冠状病毒病疫情期間，梅賽德斯決定帶回並更新了賽季前的黑色制服，以使其與梅赛德斯-AMG F1 W11 E Performance賽車上使用的設計統一。 車手亦會更改成穿著黑色賽車服。
車隊在柏林第六場的賽事中取得首次勝利，並以首次名的成績完成了2019－20年电动方程式锦标赛。 斯托弗·范多恩贏得本賽季的車手亞軍，而梅賽德斯在車隊積分榜上排名取得季軍的成績。

### 2020-21賽季
2020年10月29日，梅斯特斯公佈了新的梅賽德斯-平治EQ Silver Arrow 02 賽車，並將恢復了傳統銀色塗裝。車手陣容方面斯托弗·范多恩和尼克·德弗里斯確認繼續留效。 車隊將與ROKiT文圖里車隊一起進行研發測試，文圖里車隊已經第二年成為梅斯特斯的客戶車隊。 在2021年，梅斯特斯進行了輕微的品牌重整，現在改名為梅赛德斯-EQ电动方程式车队。

### 贊助商
| 贊助商     | 2019-20 | 2020-21 | 2021-22 |
| ---------- | ------- | ------- | ------- |
| 維斯塔斯   | 是      | 是      | 是      |
| SAP公司    | 是      | 是      | 是      |
| 安森美     | 是      | 是      | 否      |
| Neom       | 是      | 是      | 是      |
| Modis      | 否      | 是      | 是      |
| TeamViewer | 否      | 是      | 是      |

## 比賽成績

### 國際汽車聯合會電動方程式錦標賽
| \| 2018-19：HWA Racelab \| 2018-19：HWA Racelab \| 2018-19：HWA Racelab \| 2018-19：HWA Racelab \| 2018-19：HWA Racelab \| 2018-19：HWA Racelab \| 2018-19：HWA Racelab \| 2018-19：HWA Racelab \| 2018-19：HWA Racelab \| 2018-19：HWA Racelab \| 2018-19：HWA Racelab \| 2018-19：HWA Racelab \| 2018-19：HWA Racelab \| 2018-19：HWA Racelab \| \| 年份 \| 底盤 \| 引擎 \| 輪胎 \| 車手 \| 起步 \| 勝利 \| 桿位 \| 最快圈速 \| 頒獎台 \| 車手積分 \| 車手名次 \| 車隊積分 \| 車隊名次 \| \| 梅賽德斯 EQ電動方程式車隊 \| 梅賽德斯 EQ電動方程式車隊 \| 梅賽德斯 EQ電動方程式車隊 \| 梅賽德斯 EQ電動方程式車隊 \| 梅賽德斯 EQ電動方程式車隊 \| 梅賽德斯 EQ電動方程式車隊 \| 梅賽德斯 EQ電動方程式車隊 \| 梅賽德斯 EQ電動方程式車隊 \| 梅賽德斯 EQ電動方程式車隊 \| 梅賽德斯 EQ電動方程式車隊 \| 梅賽德斯 EQ電動方程式車隊 \| 梅賽德斯 EQ電動方程式車隊 \| 梅賽德斯 EQ電動方程式車隊 \| 梅賽德斯 EQ電動方程式車隊 \| \| ------------------------- \| ------------------------- \| ------------------------------ \| ------------------------- \| ------------------------- \| ------------------------- \| ------------------------- \| ------------------------- \| ------------------------- \| ------------------------- \| ------------------------- \| ------------------------- \| ------------------------- \| ------------------------- \| \| 2019-20 \| 斯帕克SRT05e \| 梅赛德斯-奔驰EQSilver Arrow 01 \| M \| 斯托弗·范多恩 \| 11 \| 1 \| 1 \| 1 \| 3 \| 87 \| 亞軍 \| 147 \| 季軍 \| \| 2019-20 \| 斯帕克SRT05e \| 梅赛德斯-奔驰EQSilver Arrow 01 \| M \| 尼克·德弗里斯 \| 11 \| 0 \| 0 \| 0 \| 1 \| 60 \| 第11 \| 147 \| 季軍 \| \| 梅賽德斯-EQ電動方程式車隊 \| \| \| \| \| \| \| \| \| \| \| \| \| \| \| 2020-21 \| 斯帕克SRT05e \| 梅赛德斯-EQ Silver Arrow 02 \| M \| 斯托弗·范多恩 \| 15 \| 1 \| 3 \| 1 \| 3 \| 82 \| 第9 \| 181 \| 冠軍 \| \| 2020-21 \| 斯帕克SRT05e \| 梅赛德斯-EQ Silver Arrow 02 \| M \| 尼克·德弗里斯 \| 15 \| 2 \| 1 \| 1 \| 4 \| 99 \| 冠軍 \| 181 \| 冠軍 \| \| 2021-22 \| 斯帕克SRT05e \| 梅赛德斯-EQ Silver Arrow 02 \| M \| 斯托弗·范多恩 \| 16 \| 1 \| 2 \| 1 \| 8 \| 213 \| 冠軍 \| 319 \| 冠軍 \| \| 2021-22 \| 斯帕克SRT05e \| 梅赛德斯-EQ Silver Arrow 02 \| M \| 尼克·德弗里斯 \| 16 \| 2 \| 1 \| 1 \| 3 \| 106 \| 第9 \| 319 \| 冠軍 \| |              |                                |      |               |      |      |      |          |        |          |          |          |          |
| 2018-19：HWA Racelab |              |                                |      |               |      |      |      |          |        |          |          |          |          |
| 年份 | 底盤         | 引擎                           | 輪胎 | 車手          | 起步 | 勝利 | 桿位 | 最快圈速 | 頒獎台 | 車手積分 | 車手名次 | 車隊積分 | 車隊名次 |
| 梅賽德斯 EQ電動方程式車隊 |              |                                |      |               |      |      |      |          |        |          |          |          |          |
| 2019-20 | 斯帕克SRT05e | 梅赛德斯-奔驰EQSilver Arrow 01 | M    | 斯托弗·范多恩 | 11   | 1    | 1    | 1        | 3      | 87       | 亞軍     | 147      | 季軍     |
| 2019-20 | 斯帕克SRT05e | 梅赛德斯-奔驰EQSilver Arrow 01 | M    | 尼克·德弗里斯 | 11   | 0    | 0    | 0        | 1      | 60       | 第11     | 147      | 季軍     |
| 梅賽德斯-EQ電動方程式車隊 |              |                                |      |               |      |      |      |          |        |          |          |          |          |
| 2020-21 | 斯帕克SRT05e | 梅赛德斯-EQ Silver Arrow 02    | M    | 斯托弗·范多恩 | 15   | 1    | 3    | 1        | 3      | 82       | 第9      | 181      | 冠軍     |
| 2020-21 | 斯帕克SRT05e | 梅赛德斯-EQ Silver Arrow 02    | M    | 尼克·德弗里斯 | 15   | 2    | 1    | 1        | 4      | 99       | 冠軍     | 181      | 冠軍     |
| 2021-22 | 斯帕克SRT05e | 梅赛德斯-EQ Silver Arrow 02    | M    | 斯托弗·范多恩 | 16   | 1    | 2    | 1        | 8      | 213      | 冠軍     | 319      | 冠軍     |
| 2021-22 | 斯帕克SRT05e | 梅赛德斯-EQ Silver Arrow 02    | M    | 尼克·德弗里斯 | 16   | 2    | 1    | 1        | 3      | 106      | 第9      | 319      | 冠軍     |

*賽季進行中